# Марфинский район
Марфинский район — административно-территориальная единица в составе Астраханской губернии, Нижне-Волжского края и Астраханской области, существовавшая в 1926—1931 и 1944—1963 годах. Центром района было село Марфино.
Марфинский район был образован в октябре 1926 года в составе Астраханской губернии из части упразднённого Могойского района и части Красноярского района. В 1928 году Марфинский район вошёл в состав Астраханского округа Нижне-Волжского края. С 1930 года после ликвидации округов входил непосредственно в Нижне-Волжский край. В августе 1931 года Марфинский район был упразднён, а его территория передана в Володарский район.
В мае 1944 года Марфинский район был восстановлен в составе Астраханской области из части территорий Володарского района. В 1945 году включал 14 с/с: Архаровский, Ахтюбинский, Баклано-Лопатинский, Болдыревский, Больше-Могойский, Долгинский, Калининский, Козлово-Разбугорский, Колкинский, Лебяжинский, Марфинский, Мултановский, Некрасовский, Ново-Васильевский, Ново-Красинский, Тюринский, Хуторский, Шегано-Кандаковский и Яминский.
В феврале 1963 года Марфинский район был вновь упразднён с передачей территории в Красноярский район и в Володарский район.